# ТКБ-09
ТКБ-09 (от Тульское Конструкторское Бюро, образец №09) — опытный советский автомат разработанный в ЦКИБ СОО ведущим конструктором Г. А. Коробовым. Автоматика основана на схеме с полусвободным затвором, что не типично для оружия данного класса.